# Боркинский десант
Боркинский десант — тактический речной десант, высаженный 5 июля 1944 года катерами Днепровской военной флотилии в ходе Белорусской наступательной операции Великой Отечественной войны.
В начале июля 1944 года советские войска преследовали разбитые основные силы немецкой 2-й армии (командующий генерал-полковник Вальтер Вайс) группы армий «Центр» (командующий генерал-фельдмаршал Вальтер Модель) в восточной части Белорусской ССР. Силы 61-й армии (командующий генерал-лейтенант П. А. Белов) 1-го Белорусского фронта (командующий Маршал Советского Союза К. К. Рокоссовский) вели наступление на Пинск.
На южном берегу Припяти наступала 23-я стрелковая дивизия. В районе села Борки Гомельской области противник спешно переправлял свои части через реку, опасаясь окружения. С целью срыва переправы по указанию командующего армией отряд бронекатеров Днепровской военной флотилии (командующий флотилией капитан 1-го ранга В. В. Григорьев) в составе шести бронекатеров в ночь на 5 июля поднялся вверх по течению Припяти и около 2-30 часов ночи высадил в тылу противника южнее села Борки десант в составе стрелкового батальона (375 человек). При поддержке артиллерийско-пулемётного огня бронекатеров и используя фактор внезапности десант быстро овладел Борками (бой за село продолжался менее часа). Переправа немецких войск через Припять была спешно прекращена. Более того, поддавшись панике, немецкий командир приказал немедленно взорвать её, чем поставил свои войска в крайне тяжелое положение.
Успешная высадка десанта дала возможность советским войскам быстро овладеть Туровом и Лунинцем, ускорить темпы наступления и ликвидировать немецкую группировку южнее Припяти.
Потери личного состава десанта были незначительны, в кораблях потери отсутствовали.